# Saint-Xandre
Saint-Xandre är en kommun i departementet Charente-Maritime i regionen Nouvelle-Aquitaine i västra Frankrike. Kommunen ligger  i kantonen La Rochelle 5e Canton som ligger i arrondissementet La Rochelle. År 2022 hade Saint-Xandre 5 531 invånare.

## Befolkningsutveckling
Antalet invånare i kommunen Saint-Xandre
Referens:INSEE